# Konkordat między Stolicą Apostolską i Rzecząpospolitą Polską (1925)

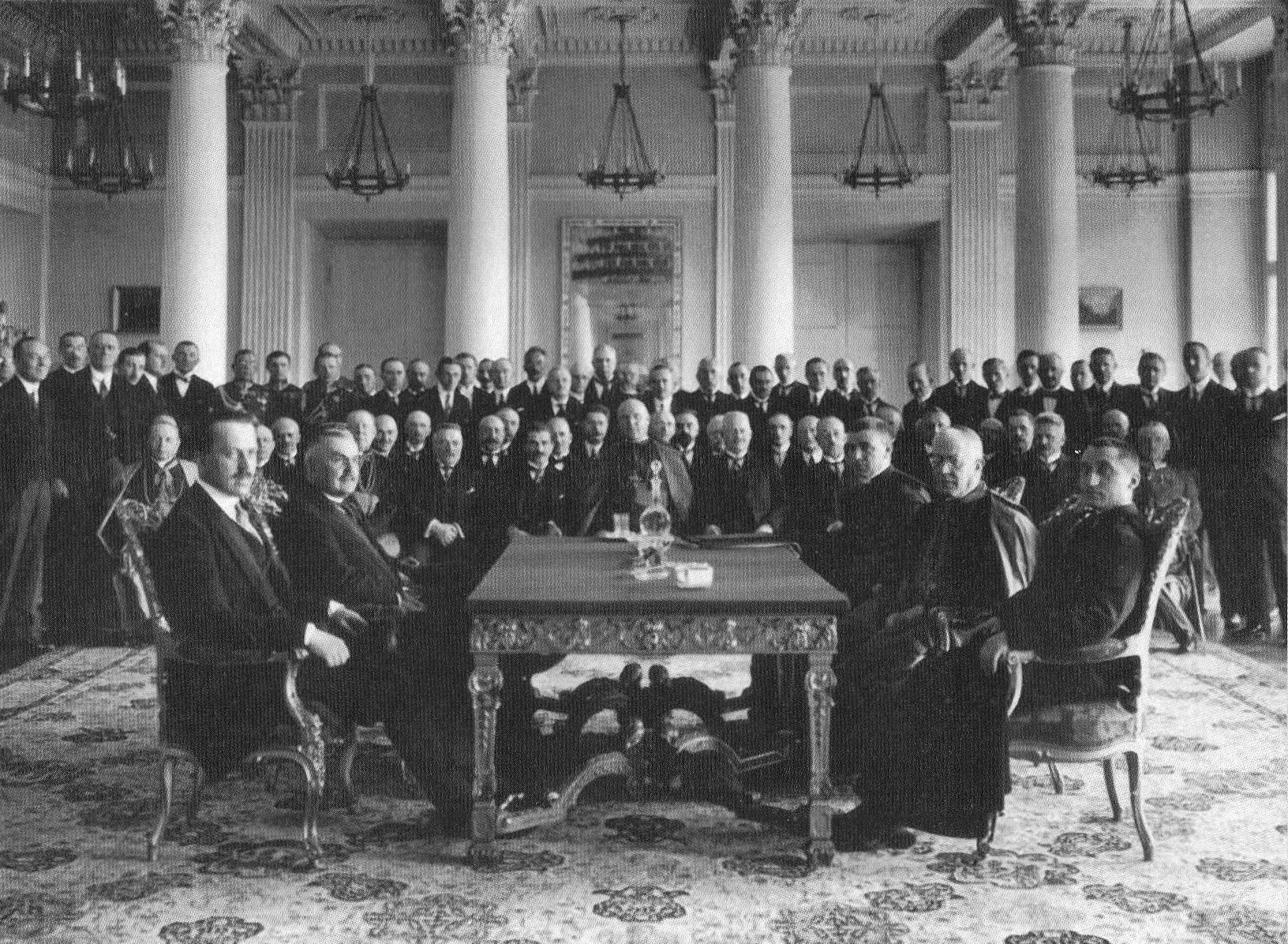
Podpisanie konkordatu pomiędzy Stolicą Apostolską a Rzecząpospolitą Polską w Sali Balowej Pałacu Rady Ministrów

Konkordat pomiędzy Stolicą Apostolską a Rzecząpospolitą Polską – traktat międzynarodowy zawarty w 1925 między Stolicą Apostolską i Rzecząpospolitą Polską, regulujący stosunki między władzą świecką a kościelną. Misja dyplomatyczna nuncjusza apostolskiego w Polsce obejmowała również Wolne Miasto Gdańsk. Obowiązywał do 22 września 1945, a rozwiązany został Uchwałą Tymczasowego Rządu Jedności Narodowej z uzasadnieniem że konkordat zawarty pomiędzy Rzecząpospolitą Polską a Stolicą Apostolską przestał obowiązywać wskutek jednostronnego zerwania go przez Stolicę Apostolską przez akty prawne zadziałane w czasie okupacji, a sprzeczne z jego postanowieniami.

## Opracowanie i proces prawny
Konstytucja marcowa z 1921 w szczególny sposób traktowała Kościół katolicki, wprowadzając wyraźny podział przepisów prawnych regulujących stosunki pomiędzy państwem a Kościołami i związkami wyznaniowymi na odnoszące się wyłącznie do Kościoła katolickiego oraz do pozostałych wyznań. Stosunek państwa do Kościoła katolickiego określał art. 114 konstytucji, który wbrew pozorom nie odnosił się tylko do łacińskiego obrządku tego Kościoła, lecz także do obrządku grecko-ruskiego (obecnie nazywanego bizantyjsko-ukraińskim) i ormiańskiego. Za odrębnym potraktowaniem Kościoła katolickiego przemawiał fakt, iż większość narodu polskiego, a także Ukraińcy z Galicji Wschodniej, wyznawali religię katolicką. Konstytucja marcowa nie wprowadzała przy tym modelu stosunków państwo-Kościół z religią katolicką jako religią państwową, za którym opowiadała się prawica; odrzucała też postulowany przez lewicę model rozdziału Kościoła od państwa. Przyjęła rozwiązanie pośrednie – z jednej strony deklarowała równouprawnienie wyznań, z drugiej zaś uznawała szczególne miejsce Kościoła katolickiego w Polsce, stwierdzając, że wyznanie katolickie jest religią większości narodu i z tego tytułu zajmuje ono naczelne stanowisko wśród równouprawnionych wyznań. Elementem uprzywilejowanego statusu Kościoła katolickiego w państwie i w życiu społecznym było również przyznanie tylko temu Kościołowi prawa do stanowienia własnych regulacji wewnętrznych bez konieczności uprzedniego badania ich zgodności z obowiązującym porządkiem prawnym oraz obowiązek zawarcia przez państwo umowy międzynarodowej ze Stolicą Apostolską, podlegającej ratyfikacji przez Sejm.
Referentem przy pracach nad konkordatem był podsekretarz stanu w Prezydium Rady Ministrów Władysław Studziński, który wraz z nuncjuszem apostolskim w Polsce abpem Lorenzo Laurim pracował nad uzgodnieniem stanowisk i dokonał opracowania dokumentu. Konkordat z 1925 został podpisany 10 lutego w Rzymie (dokonali tego kardynał Pietro Gasparri w imieniu papieża Piusa XI oraz Władysław Skrzyński i Stanisław Grabski jako przedstawiciele prezydenta Rzeczypospolitej Stanisława Wojciechowskiego) i ratyfikowany przez stronę polską 27 marca 1925. Ze strony polskiej głównym negocjatorem był Stanisław Grabski. Konkordat podpisany został jednak nie bez sprzeciwu. W sejmie za jego odrzuceniem głosowali m.in. posłowie Polskiego Stronnictwa Ludowego „Wyzwolenie”.
Stolica Apostolska w czasie II wojny światowej wbrew postanowieniom konkordatu z Polską, lecz zgodnie z postanowieniami konkordatu z III Rzeszą (1935), włączyła w 1939 części diecezji częstochowskiej, diecezji katowickiej i archidiecezji krakowskiej, które znalazły się na terytorium Rzeczypospolitej Polskiej anektowanym przez III Rzeszę, do niemieckiej archidiecezji wrocławskiej oraz ustanowiła niemieckich administratorów apostolskich diecezji chełmińskiej i archidiecezji gnieźnieńsko-poznańskiej, co stanowiło jawne pogwałcenie art. 9 konkordatu.

## Postanowienia konkordatu
W artykule pierwszym zagwarantowano Kościołowi katolickiemu w Polsce „swobodne wykonywanie jego władzy duchownej, jak również swobodną administrację i zarząd sprawami majątkowymi zgodnie z prawami boskimi i prawem kanonicznym”. Kościół katolicki uzyskał niemal całkowitą swobodę w obsadzie i nominacjach godności kościelnych – wpływ państwa na obsadę stanowisk kościelnych był jedynie negatywny, tj. ograniczał się do sprzeciwu wobec kandydatury, jeśli budziła ona zastrzeżenia natury politycznej.
Nie było w konkordacie – w odróżnieniu od większości umów Stolicy Apostolskiej z innymi państwami – klauzuli stwierdzającej wyraźnie, że uprawnienia Kościoła nie mogą stać w sprzeczności z porządkiem prawnym państwa polskiego. Katolickie duchowieństwo uzyskało całkowitą i niczym nieograniczoną swobodę w komunikowaniu się z kościelnym zwierzchnictwem, w tym również oczywiście ze Stolicą Apostolską. Ten przepis wyłączał kontrolę państwa nie tylko nad korespondencją, ale także nad wszelkimi innymi formami wypowiedzi – listami apostolskimi, orędziami i tym podobnymi dokumentami. Ponadto duchowieństwo uzyskało specjalne prawa w traktowaniu przed sądami powszechnymi w sprawach karnych i zwolnienie z obowiązku służby wojskowej.
Artykuł XIII konkordatu wprowadzał obowiązek nauczania religii w szkołach powszechnych i średnich. Biskupi uzyskali istotny wpływ na obsadę nauczycieli religii w szkołach, nadzorowali także nauczanie i moralność nauczycieli. Odrębnymi zarządzeniami państwowymi wprowadzono przymus praktyk religijnych i obowiązek korelacji programu poszczególnych przedmiotów z nauką religii.
Państwo zobowiązywało się do bracchium saeculare, tj. do udzielania pomocy w wykonywaniu dekretów kościelnych. Rezygnowało przy tym z podatków i wszelkich opłat od budynków i urządzeń, służących celom religijnym, i zobowiązywało się do wypłacania duchownym katolickim uposażeń i rent – do czasu uregulowania spraw majątkowych Kościoła związanych z utratą jego dóbr na rzecz zaborców. Duchowni uzyskali zabezpieczenie majątków kościelnych przed parcelacją (w ręku Kościoła znajdowało się wówczas 324 tys. ha ziemi).
W konkordacie Watykan de facto uznał nowe granice Rzeczypospolitej, bowiem zobowiązywał się do dostosowania granic diecezji do polskich granic administracyjnych. Jakkolwiek cały obszar kraju mieścił się w granicach diecezji, których stolice znajdowały się w Polsce, to podlegający do roku 1922 diecezji chełmińskiej Gdańsk – jako nienależące do Polski Wolne Miasto Gdańsk – usankcjonowano w konkordacie z 1925 jako osobną diecezję. Watykan zobowiązał się do nieobsadzania cudzoziemcami stanowisk przełożonych zakonów bez zgody polskich urzędników państwowych, a biskupi zostali zobowiązani do składania przysięgi wierności prezydentowi państwa. Uznanie granic polskich z Wilnem włącznie wywołało kryzys w stosunkach pomiędzy Watykanem a Litwą.
Konkordat z Polską – w porównaniu z innymi zawieranymi w tamtym czasie przez Watykan – należał do najbardziej dla Stolicy Apostolskiej korzystnych. Ksiądz prof. B. Wilamowski, jeden z wybitnych prawników XX-lecia międzywojennego, skomentował go słowami: „Należy go zaliczyć do tych konkordatów, które kościół w jego działalności możliwie najmniej krępują, a zostawiają mu maksimum swobody”.

## Zerwanie konkordatu po II wojnie światowej
Okolicznością, która ułatwiła Tymczasowemu Rządowi Jedności Narodowej powzięcie uchwały uznającej konkordat za nieobowiązujący, był fakt jego jednostronnego zerwania przez Watykan. Nie tylko nie uznał on nowego rządu, ale również nie dopełnił – niewielkich zresztą – zobowiązań, które wziął na siebie. Uchwałą Rady Ministrów TRJN z 12 września 1945 roku strona polska stwierdzała, że konkordat przestał obowiązywać wskutek jednostronnych posunięć Stolicy Apostolskiej, sprzecznych z zobowiązaniami konkordatowymi, co już 18 grudnia 1939 wywołało sprzeciw rządu polskiego za pośrednictwem ambasadora przy Watykanie z argumentacją, że decyzja watykańska jest sprzeczna z konkordatem i wywrze fatalne wrażenie na narodzie polskim. Chodziło o złamanie art. IX w powiązaniu z art. XII. Watykan wbrew postanowieniom konkordatu, iż granice prowincji i diecezji będą odpowiadać granicom państwa polskiego i obsadzane będą przez obywateli polskich, mianował w czasie okupacji administratorem apostolskim nad arcybiskupstwem gnieźnieńsko-poznańskim Niemca, księdza Bretingera, a administrację diecezji chełmińskiej powierzył biskupowi gdańskiemu Carlowi Marii Splettowi, który prowadził na tym terenie szeroką kampanię germanizacyjną. Stolica Apostolska, dokonując w 1939 roku mianowania administratorów apostolskich oraz dokonując zmiany granic diecezji, podporządkowując niektóre polskie parafie ordynariuszom niemieckim i słowackim (Słowacja, rządzona przez księdza Tiso była państwem satelickim wobec Niemiec i wzięła udział w ataku na Polskę, uzyskując po kampanii wrześniowej korzyści terytorialne na Orawie, Spiszu i Podhalu) de facto spowodowała, że konkordat przestał obowiązywać już w czasie okupacji niemieckiej. W tej sytuacji hierarchia kościelna nie mogła podjąć kampanii na rzecz utrzymania konkordatu. W Tygodniku Powszechnym nr 27 z 23 września 1945 roku ukazała się jedynie mała nota odrzucająca argumenty zawarte w oświadczeniu rządu, a zarazem żądająca, aby sprawy te były rozstrzygane zgodnie z życzeniami całej katolickiej ludności Rzeczypospolitej.